# (43597) Changshaopo
(43597) Changshaopo est un astéroïde de la ceinture principale.

## Description
(43597) Changshaopo est un astéroïde de la ceinture principale. Il fut découvert le 31 août 2001 à l'observatoire Desert Eagle par William Kwong Yu Yeung. Il présente une orbite caractérisée par un demi-grand axe de 2,24 UA, une excentricité de 0,10 et une inclinaison de 7,2° par rapport à l'écliptique.